# جائزة سنغافورة الكبرى
جائزة سنغافورة الكبرى هو سباق سيارات يشكل جزءًا من بطولة فورملا ون يقام هذا الحدث على حلبة شارع خليج مارينا ، وهو السباق الليلي الافتتاحي   وأول حلبة شارع في آسيا مصممة لسباقات الفورمولا 1. 
فاز الإسباني فرناندو ألونزو بالنسخة الأولى من الفورمولا ون للجائزة الكبرى ، حيث قاد فريق رينو وسط ظروف مثيرة للجدل ، عندما اتضح بعد عام أن زميله نيلسون بيكيت جونيور أمر بتحطيمه عن عمد من قبل إدارة الفريق العليا لإخراج سيارة الأمان في وقت اختير لصالح ألونسو. سيبقى السباق على تقويم F1 حتى عام 2021 على الأقل ، بعد أن وقع منظمو السباق على تمديد العقد مع إذدارة الفورملا ون في اليوم الأول من حدث 2017.   تم تمديد العقد السابق في عام 2012 واستمر حتى عام 2017.  منذ عام 2008 ، تتميز كل نسخة سباق بسيارة سلامة واحدة على الأقل ، ما مجموعه 21 عملية نشر لسيارة السلامة ، اعتبارًا من عام 2019.   
يبدأ السباق تحت الأضواء الاصطناعية في منتصف النهار بتوقيت غرينتش (8 مساءً بالتوقيت المحلي) ، وهو الوقت القياسي لسباق الجائزة الكبرى الأوروبي ، ويخفف من حدة درجات الحرارة القصوى خلال النهار في المناخ الاستوائي . ومع ذلك ، يمكن أن تصل درجات حرارة قمرة القيادة إلى 60 °م (140 °ف) درجة .  

## تخطيطات المسار

الدائرة الأصلية (2008-2012)
إزالة الدائرة المعدلة مع إزالة شيكاجان "Singapore Sling" (2013-2014)
دائرة منقحة مع المنعطفات المعاد تشكيلها 11-13 (2015-2017)
الدائرة الحالية مع دوران مكرر 16-17 (2018 إلى الوقت الحاضر)

## روابط خارجية
- الموقع الرسمي لجائزة سنغافورة الكبرى